# Шварно Данилович
Шварно Данилович (лит. Švarnas; біл. Шварн Данілавіч; пол. Szwarno Daniłowicz; бл. 1230 — 1269) — руський князь з династії Романовичів, князь холмський (з 1264), великий князь литовський (1267—1269), молодший син короля Русі Данила Романовича та Анни Мстиславни. Співправитель свого брата Лева I Даниловича (1264—1269).

## Ім'я
Про Шварна відомо небагато, і навіть його ім'я не зовсім точно визначене. Оригінальні документи, що стосуються цього правителя, рідкісні та згадують його під різними іменами. Наприклад, у першому виданні Литовських хронік він згадується як Шкварно, але в наступних виданнях використовуються імена Скірмонт та Скірмунт, можливо, русинізоване литовське ім'я Скірмантас.. Сучасні джерела також згадують його християнське ім'я Юрій. Зараз відомий під різними іменами в різних історіографіях, включаючи литовське Švarnas, українське Шварно Данилович, російське та білоруське Шварн, а також польське Szwarno Daniłowicz. Усі вони є варіантами імені Шварн, яке, ймовірно, є зменшувальним від слов'янського імені Сваромир.

## Життєпис
Близько 1253 року Шварно одружився з дочкою литовського короля Міндовга, чим було закріплено союз між Королівством Русі і Литвою.
Взимку 1254/55 (можливо 1255/56) взяв участь у поході батька на ятвягів. Навесні 1255 або 1256 р. Данило Галицький послав Шварна на міста в басейнах Случі і Тетерева, населення яких визнало владу Золотої Орди.
Після смерті Данила Романовича у 1264 році володів Галицьким, Холмським, Дорогочинським князівствами і Чорною Руссю.
1262 року Шварно розбив мазовшан під Черськом[джерело?].
Мацей Стрийковський вказував, що Шварно власноручно вбив свого шваґра — мазовецького князя Земовита І, однак польський дослідник Александер Сьвежавський вважав, що це не виглядає правдоподібним.
Шварно був прихильником об'єднання сил Литви і Королівства Русі для боротьби проти ятвягів і польських феодалів[джерело?].
Допоміг великому князеві литовському Войшелкові (колишньому новогрудському князю) в його боротьбі проти опозиції. В роки правління в Литві Войшелка (1264—1267) Новогрудок був резиденцією Шварна Даниловича як співправителя і спадкоємця трону. Після убивства Міндовга в Литві боролися дві партії — національно-язичницька і руська християнська. Перша хотіла зберегти литовську релігійну та національну самобутність, друга — орієнтувалась на християнське Руське королівство й спиралось на руський елемент в литовській державі.
1267 року Войшелк передав йому повністю владу над Литвою, а сам пішов до монастиря. Однак 1267 старший брат Шварна, галицький князь Лев Данилович, ображений тим, що Войшелк передав князівство не йому, а його молодшому братові, підступно вбив литовського князя, після чого довір'я поміж правлячими елітами обох країн було втрачено. По смерті Шварна великим князем у Литві став литовець Тройден.